# Bireme

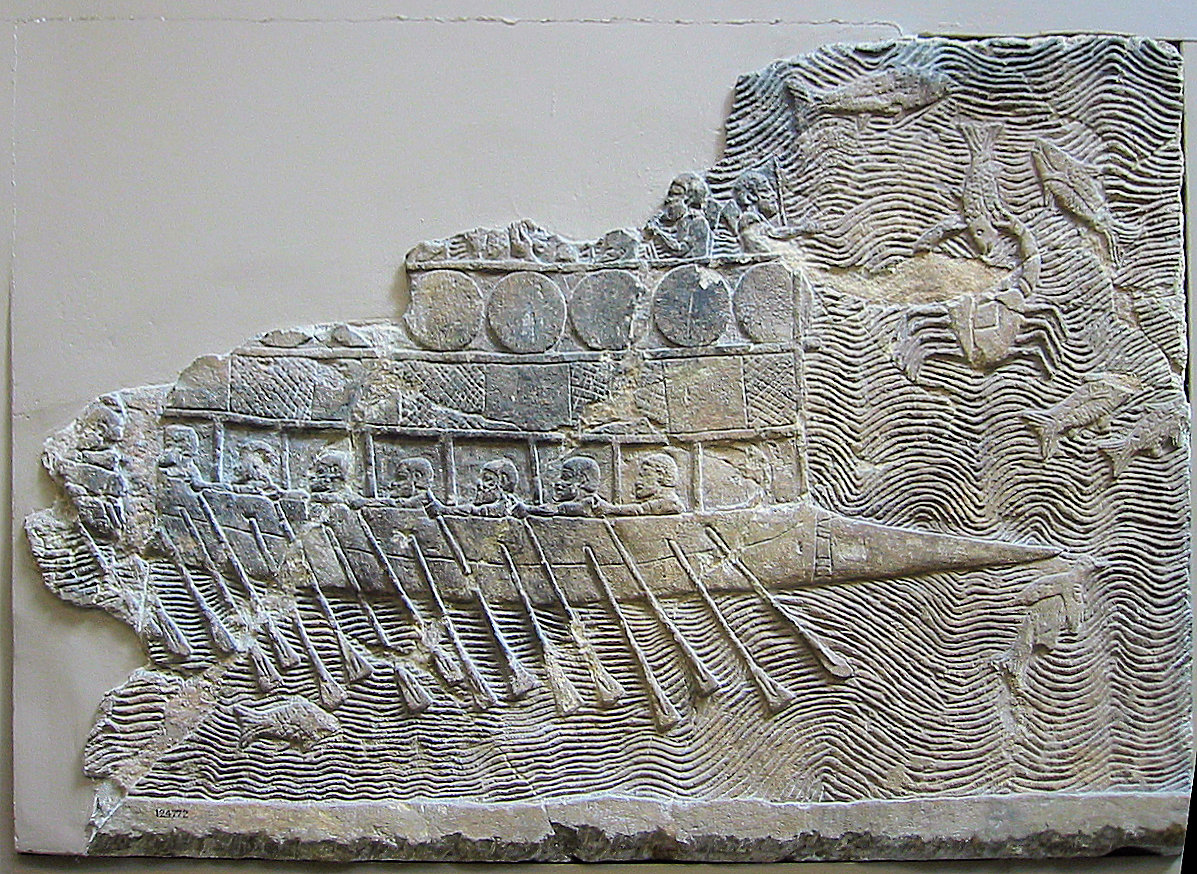
Phönizischer Zweiruderer auf einem Relief aus Ninive

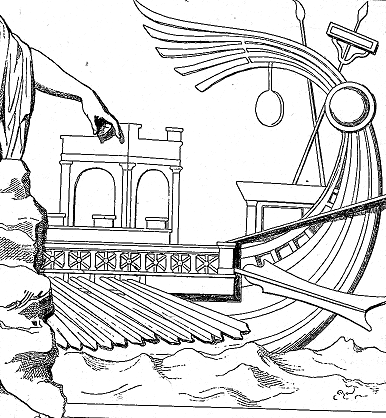
Bireme, Teilabbildung

Eine Bireme (lateinisch biremis ‚Zweiruderer‘, von bis ‚zweimal‘ und remus ‚Riemen‘; altgriechisch διήρης diḗrēs Diere) ist ein antikes Ruderkriegsschiff mit zwei gestaffelten Reihen von Riemen übereinander.

## Geschichte
Zweireihige Ruderschiffe waren, wie ein Relief aus Ninive zeigt, bereits um 700 v. Chr. bei den Phöniziern im Einsatz. Dieser Schiffstyp setzte sich in der Folge bei allen griechischen und nahöstlichen Marinen durch. Wie andere antike Kriegsschiffe, so die bekannten Trieren, trugen Biremen am Bug – knapp über der Wasserlinie – einen Rammsporn, der zum Rammen gegnerischer Schiffe eingesetzt wurde. Die Bireme war ein Schiff von ca. 21 bis 31 m Länge (abhängig von der Zahl eingesetzter Ruderer) und einer Breite von ca. 3 bis 4 m sowie einem Tiefgang von 0,8 m. Das Oberdeck wurde zum reinen Kampfdeck. Für den Transit führte es ein großes Segel. Die zweireihigen Schiffe waren bis zum Erscheinen der Triere das Standard-Kriegsschiff ihrer Zeit.
Die Ivlia ist eine Rekonstruktion einer antiken griechischen Bireme.